# Alex Kingston
Alexandra Elizabeth Kingston (* 11. března 1963 Londýn, Spojené království) je anglická herečka.

## Mládí
Vyrůstala v Epsomu v Surrey. Byla inspirována k herectví jedním ze svých učitelů na škole pro dívky Rosebery. Později dokončila tříletý studijní program na Royal Academy of Dramatic Arts a připojila se k Royal Shakespeare Company.

## Kariéra
Alex se objevila v řadě britských televizních dramat – Grange Hill, Crocodile Shoes, The Fortunes and Misfortunes of Moll Flanders, The Knock, The Bill. Hrála také v řadě filmů – The Cook, the Thief, His Wife & Her Lover (1989), A Pin for the Butterfly (1994), The Infiltrator (1995), Croupier (1998), Essex Boys (2000), Boudica (Warrior Queen) (2003), kde hrála hlavní roli Sweet Land (2005) a Crashing (2007).
V září 1997 se stala známou v USA poté, co byla obsazena do televizního seriálu Er. Poprvé se objevila v premiéře čtvrté série jako Elizabeth Corday, chirurgyně přijíždějící z Británie. Alex hrála tuto roli do odchodu v říjnu 2004, v jedenácté sérii, ve čtvrté epizodě. Na jaře 2009 se do Er vrátila, v průběhu 15. a poslední série.
V listopadu 2005 hrála Alex jako host v dlouho běžícím dramatu Beze stopy ve 4. sérii, v šesté epizodě (Černá vdova).
V roce 2008 se poprvé objevila ve sci-fi seriálu Pán času, ve dvoudíle Ticho v knihovně – Les mrtvých, jako archeoložka profesorka River Song. V říjnu toho roku se objevila v dramatu Kriminálka Las Vegas v 9. sérii, ve 3. epizodě.
V únoru 2009 se objevila ve dvou epizodách Zákon a pořádek: Útvar pro zvláštní oběti. K seriálu se vrátila roku 2010. Ve 12. sérii, v 7. epizodě. V roce 2011 hrála Helen Maynard v Marchlands.

## Osobní život
V září roku 1993 se Alex vdala za herce Ralpha Fiennese. S tím se rozvedla v říjnu 1997. V prosinci roku 1998 se znovu vdala za německého spisovatele Floriana Haertela. Spolu mají dceru Salome Violettu Haertel. Narodila se 28. března 2001. Alex a F. Haertel žijí od roku 2011 odděleně.